# Nationale Unie
Die Nationale Unie (Nationale Union) war eine rechtsextreme, antidemokratische, niederländische Partei zwischen 1925 und 1934.
Carel Gerretson gründete die Partei, die ursprünglich eine Studentenbewegung war.
Zunächst orientierte sie sich stark am faschistischen Italien, später am Dritten Reich.
Später ging die Kleinpartei in anderen Parteien wie dem Algemeene Nederlandsche Fascisten Bond oder der Zwart Front auf, da sie kaum Anhänger hatte.
Die Partei konnte ihre besten Ergebnisse in den urbanen Gegenden der Niederlande erzielen, jedoch waren auch diese mehr als mager.